# Идельсон, Биньямин
Биньямин Идельсон (1 апреля 1911, Российская империя — 30 ноября 1972, Израиль) — известный израильский aрхитектор.

## Биография
Биньямин Иделсон родился в Российской империи, в еврейской семье. Был партнером израильских архитекторов Арье Шарона и Гершона Ципора. Лауреат Премии Израиля по архитектуре за 1968 год.
С Арье Шароном он проработал до 1968 года. Их проекты того времени отличаются функционализмом и минимализмом, в духе периода аскетизма молодого Израиля.

## Избранные проекты сАрье Шароном

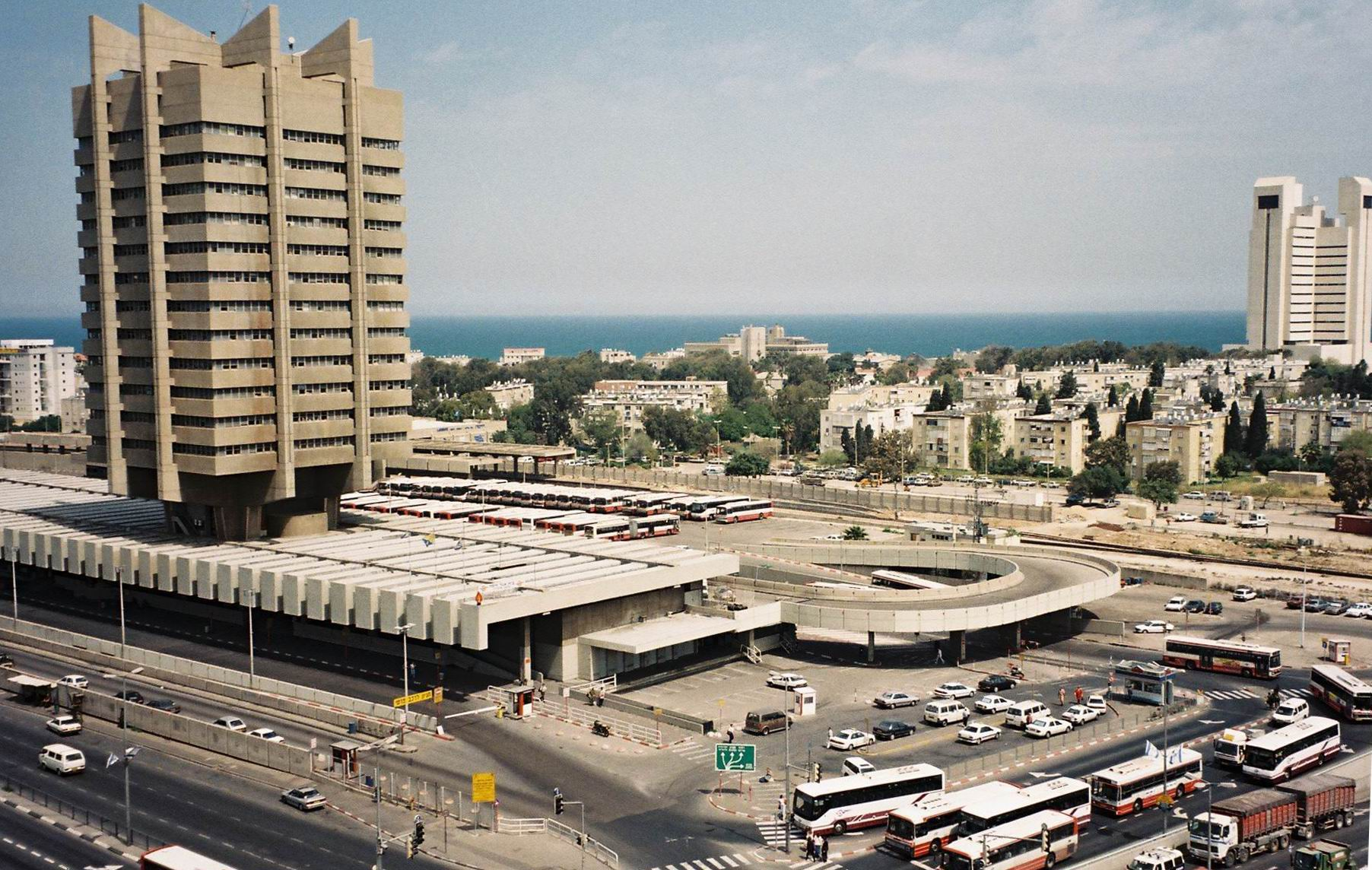
Центральная автобусная станция Хайфы, архитекторы Идельсон, Шарон, Фрайбергер и Розов

- Медицинский центр «Сорока» в Беер-Шеве
- Здание Еврейского Агентства на улице Каплан в Тель-Авиве.
- Идельсон и Арье Шарон выиграли также конкурс (1957) Рокаха (Rokah) на проектирование театра Бейт Лессин в Тель-Авиве.

В 1964 году Идельсон в партнерстве с архитектором Гершоном Ципором создал новую фирму, где проработал до самой смерти.

## Избранные проекты сГершоном Ципором
- Башня «Лондон Министор Тауэр», Тель-Авив (London Ministore tower, Tel Aviv)
- Мемориал «Холма боеприпасов», Иерусалим (Ammunition Hill memorial, Jerusalem)

Проекты для Института Вейцмана:
- Постдипломная школа им. Файнберга (Feinberg Graduate School)
- Аудиториум им. Михаэля и Анны Викс (Michael and Anna Wix Auditorium)
- Химический корпус им. Перлмана (Perlman Chemical Sciences Building)
- Физический корпус им. Вейсмана (Weissman Building of Physical Sciences)
- Биологический корпус им. Вольфсона (Wolfson Building for Biological Research)
- Клубное здание им. Сан-Мартина (San Martin Faculty Clubhouse)
- Гостиничное здание Германа Майера, «Французский Дом» (Hermann Mayer Campus Guesthouse — Maison de France).